# Bamse i Trollskogen
Bamse i Trollskogen er en svensk animeret spillefilm fra 1991 instrueret af Rune Andréasson. Den er baseret på tegneserien af samme navn.

## Medvirkende
- Olof Thunberg som fortæller